# دانشگاه پانتئون-سوربن
دانشگاه پاریس ۱ یا پانتئون-سوربن (به فرانسوی: Pantheon-Sorbonne University) یکی از شعب سیزده‌گانه دانشگاه پاریس محسوب می‌شود.
این واحد در سال ۱۹۷۱ از دانشگاه پاریس جدا شد.
این دانشگاه یکی از بزرگترین دانشگاه‌های فرانسه و مهمترین مراکز تحقیقاتی و آموزشی در فرانسه است.